# Zabołotje (Czichaczowskoje, dawna wołost Dobrywiczskaja)
Zabołotje (ros. Заболотье) – wieś (ros. деревня, trb. dieriewnia) w zachodniej Rosji, w osiedlu wiejskim Czichaczowskoje rejonu bieżanickiego w obwodzie pskowskim.

## Geografia
Miejscowość położona jest nad rzeką Uda, 24 km od centrum administracyjnego osiedla wiejskiego (Aszewo), 30 km od centrum administracyjnego rejonu (Bieżanice), 124 km od stolicy obwodu (Psków).

## Demografia
W 2010 r. miejscowość zamieszkiwała 1 osoba.